# Axel Rudi Pell
Аксель Руді Пелл (нім. Axel Rudi Pell; 27 червня 1960, Бохум) — німецький гітарист, грає в стилі мелодійний хеві-метал, а також композитор і музичний продюсер.

## Біографія
Починав кар'єру в метал-групі «Steeler». Після розставання зі «Стілер» Пелл тут же організував власний проект і гордо назвав його «Axel Rudi Pell». До себе в компанію Аксель підібрав досить відомих музикантів — до першого складу «ARP» увійшли ударник Йорг Міхаель («Stratovarius», «Rage», «Mekong Delta»), вокаліст Чарлі Хан («Гері Мур», «Victory»), басисти Волькер Кравчак («Steeler») і Йорг Дейзінгер («Bonfire»). Вже з першого диска стали чітко ясні орієнтири Пелла — гітарист вів свою команду курсом, прокладеним Річі Блекмор в часи «Rainbow». Мелодійний метал з домішкою неокласики і сентиментальними хуками — такий рецепт практично всіх альбомів «ARP».
Друга платівка, «Nasty Reputation», записувалася вже з Робом Роком біля мікрофона, однак після релізу цей вокаліст повернувся в «Impellitteri». Довелося терміново підшукувати нового фронтмена, і решту промотуру група догравала з колишнім партнером Мальмстіна Джеффом Скоттом Сото.
З приходом Джеффа кістяк банди надовго стабілізувався, і подальші перестановки стосувалися лише клавішників. У 1993 році Пелл приступив до завоювання жіночої аудиторії, випустивши збірку балад з відповідною назвою. Прекрасним дамам ідея припала до смаку, і надалі гітарист зі своїм гуртом продовжив клепати диски з цієї серії. Тим часом гурт «Axel Rudi Pell» посів непогане місце на німецькій металевій сцені і, починаючи з 1994 року, практично кожен їх студійний альбом проводив у національних чартах не менше двох тижнів. У 1998 році колективу все ж довелося розлучитися з Сото, а замість нього Аксель представив публіці вокаліста «Hardline» Джонні Джіоелі.
Одночасно в команді з'явився клавішник Ферді Дорнберг, який змінив на цій посаді Крістіана Вольфа. На цьому кадрові перестановки не закінчилися, так як після виходу «Oceans of Time» групу покинув Йорг Міхаель. Але ударна установка пустувала недовго, і вже в грудневому турне 1998 її окупував колишній колега Інгві Мальмстіна і Тоні МекАлпайна Майк Террана.
Після випуску другої порції сльозоточивих балад «Axel Rudi Pell» взяли участь у створенні альбому, присвяченого улюбленому вокалісту Акселя, Ронні Джеймс Діо, виконавши класичну штучку з репертуару «Rainbow» «Still I'm Sad». У тому ж 1999-му колектив провів успішний клубний тур і з'явився на фестивалі в Вакене. На наступний рік після виходу «The Masquerade Ball» Пелл вирішив, що пора обзавестися збіркою бестових речей і за результатами опитування, проведеного на сайті «Axel Rudi Pell», спорудив подвійну компіляцію під назвою «The Wizards Chosen Few». У 2002-му і в 2004-х роках вийшло по два альбоми «ARP». Але якщо в першому випадку студійна робота супроводжувалася випуском концертника, то в другому їй супроводжував черговий баладний збірник.
У 2005-му команда Пелла обмежилася фестивальними виступами і серією одиночних концертів, а на наступний рік повернулася до студійної роботи. Альбом «Mystica» посів 27-ме місце в німецьких чартах, всього на п'ять пунктів не дотягнувши до рекорду, встановленого з «Shadow Zone». Свою чергову платівку, названу «Diamonds Unlocked», Аксель склав з каверів своїх улюблених виконавців.

## Склад групи

### Поточний склад групи
- Axel Rudi Pell (гітара)
- Johnny Gioeli (вокал)
- Ferdy Doernberg (клавішні)
- Volker Krawczak (бас-гітара)
- Bobby Rondinelli (ударні)

### Колишні Учасники

#### Вокал
- Charlie Huhn (1989)
- Rob Rock (1991)
- Jeff Scott Soto (1992—1997)

#### Бас-гітара
- Jörg Deisinger (1989)
- Thomas Smuszynski (1989)

#### Ударні
- Jörg Michael (1989-1998)
- Mike Terrana (1998-2013)

#### Клавішні
- Georg Hahn (1989)
- Rüdiger König (1989)
- Kai Raglewski (1991—1992)
- Julie Greaux (1993—1996)
- Christian Wolff (1997)

## Дискографія

### Студійні альбоми
- Wild Obsession (1989)
- Nasty Reputation (1991)
- Eternal Prisoner (1992)
- Between the Walls (1994)
- Black Moon Pyramid (1996)
- Magic (1997)
- Oceans of Time (1998)
- The Masquerade Ball (2000)
- Shadow Zone (2002)
- Kings and Queens (2004)
- Mystica (2006)
- Diamonds Unlocked (2007)
- Tales of the Crown (2008)
- The Crest (2010)
- Circle of the Oath (2012)
- Into the Storm (2014)
- Game of Sins (2016)
- Knights Call (2018)
- Sign of the Times (2020)
- Diamonds Unlocked II (2021)
- Lost XIII (2022)
- Risen Symbol (2024)

### Збірники
- The Ballads (1993)
- The Ballads II (1999)
- The Wizard's Chosen Few (2000)
- The Ballads III (2004)
- The Best of Axel Rudi Pell: Anniversary Edition (2009)
- The Ballads IV (2011)
- The Ballads V (2017)

### Концертні альбоми
- Made in Germany (1995)
- Knights Live (2002)
- Live On Fire (2013)

### DVD
- Knight Treasures (Live and More) (2002)
- Live Over Europe (2008)
- One Night Live (2010)
- Live On Fire (2013)